# Muhsen al-Ghassani
Muhsen Saleh Abdullah Ali Al-Ghassani (arabisch محسن صالح الغساني, DMG Muḥsin Ṣāliḥ al-Ġassānī; * 27. März 1997 in Rustaq) ist ein omanischer Fußballspieler.

## Karriere

### Klub
Ab der Saison 2015/16 spielte er für den al-Suwaiq Club. Ab Ende Januar 2020 war er im Iran beim Sepahan FC aktiv. Von Anfang März 2021 bis Mitte 2024 stand er bei al-Seeb im Oman unter Vertrag. Am Ende der Saison 2023/24 feierte er mit dem Verein die omanische Meisterschaft. Im Juli 2024 ging er nach Thailand. Hier unterschrieb er in der Hauptstadt Bangkok einen Vertrag beim Erstligisten Bangkok United. Am Ende der Saison 2024/25 feierte er mit Bangkok die Vizemeisterschaft.

### Nationalmannschaft
Nach Einsätzen für die U19 und die U23 des Oman kam er erstmals am 30. August 2017 bei einem 2:0-Freundschaftsspielsieg über Afghanistan für die A-Nationalmannschaft zum Einsatz. Er wurde zur 78. Minute für Khalid al-Hajri eingewechselt. Anschließend bekam er unter anderem Einsätze bei der Asienmeisterschaft 2019 und dem Golfpokal 2019 sowie beim FIFA-Arabien-Pokal 2021.

## Erfolge
Al-Seeb Club
- Omanischer Meister: 2023/24

Bangkok United
- Thailändischer Vizemeister: 2024/25